# إديث أليس
إديث أليس (بالإنجليزية: Edith Ellis)‏ (1861، تشيشير في المملكة المتحدة - 1 سبتمبر 1916، بادنغتون في المملكة المتحدة)؛ روائية بريطانية.